# Nowa Kopernia
Nowa Kopernia – wieś w Polsce położona w województwie lubuskim, w powiecie żagańskim, w gminie Szprotawa.
W latach 1975–1998 miejscowość administracyjnie należała do województwa zielonogórskiego.
Wieś tę zamieszkuje około 300-350 mieszkańców.

## Zabytki
W miejscowości znajdują się kamienne drogowskazy, datowane na XIX wiek, w 2019 zinwentaryzowane przez Lubuskiego Wojewódzkiego Konserwatora Zabytków, stanowiące obiekty Szprotawskiego Parku Kamiennych Drogowskazów.